# Diga di Masutani
La diga di Masutani (桝谷ダム?, Masutani damu) è una diga nella città di Minamiechizen, nella prefettura di Fukui, in Giappone.